# زمین‌لرزه ۱۹۴۶ نانکایدو
زمین‌لرزه نانکایدو در تاریخ ۲۰ دسامبر ۱۹۴۶ میلادی، برابر با ‎۲۹ آذر ۱۳۲۵، ساعت ۱۹:۱۹:۰۵ به زمان یوتی‌سی در ژاپن، منطقه نانکایدو رخ داد. بزرگی آن ۸٫۱ در مقیاس Mw اعلام شده‌است. زمین‌لرزه به وقت محلی در روز شنبه، ساعت ۴ روی داده و منطقه زمانی آن یوتی‌سی +۹ بوده‌است.
سازمان زمین‌شناسی آمریکا نیز جای این زمین‌لرزه را در مختصات ۳۳°۰۰′شمالی ۱۳۵°۳۶′شرقی / ۳۳°شمالی ۱۳۵٫۶°شرقی و بزرگی آنرا برابر با ۸٫۱ در مقیاس ریشتر اعلام کرده‌است. ژرفای گزارش شده از سوی این سازمان ۲۰ کیلومتر می‌باشد.
تعداد زخمیان ۳۸۴۲ نفر برآورده شده‌است. آتش در این زمین‌لرزه درگرفته‌است. سونامی نیز در این زلزله گزارش شده‌است.